# 山形県立鶴岡中央高等学校温海校
山形県立鶴岡中央高等学校温海校（やまがたけんりつ つるおかちゅうおうこうとうがっこう あつみこう）は、山形県鶴岡市にあった県立高等学校。山形県公立高等学校再編計画によって、2010年度より募集停止された。2012年3月をもって閉校となった。

## 概要
- 設置学科 全日制課程
  - 普通科

## 沿革
- 1948年（昭和23年） - 山形県立温海高等学校として開校
- 2002年（平成14年） - 山形県立鶴岡中央高等学校の分校温海校となる。
- 2010年（平成22年） - 生徒募集停止
- 2012年（平成24年） - 閉校

## 所在地
- 鶴岡市温海字片淵120
北緯38度37分12.1秒 東経139度35分23.6秒 / 北緯38.620028度 東経139.589889度